# 前258年
| 千纪： | 前1千纪 |
| 世纪： | 前4世纪 \| 前3世纪 \| 前2世纪 |
| 年代： | 前280年代 \| 前270年代 \| 前260年代 \| 前250年代 \| 前240年代 \| 前230年代 \| 前220年代                                                         |
| 年份： | 前263年 \| 前262年 \| 前261年 \| 前260年 \| 前259年 \| 前258年 \| 前257年 \| 前256年 \| 前255年 \| 前254年 \| 前253年                           |
| 纪年： | 周赧王五十七年 魯頃公二十二年 齊王建七年 趙孝成王八年 魏安僖王十九年 韓桓惠王十五年 秦昭襄王四十九年 楚考烈王五年 衛懷君三十五年 燕武成王十四年 |

## 大事記
1. 正月，王陵攻邯鄲，少利，益發卒佐陵；陵亡五校。武安君白起病癒，秦昭襄王欲使代之。武安君曰：「邯鄲實未易攻也；且諸侯之救日至。彼諸侯怨秦之日久矣，秦雖勝於長平，士卒死者過半，國內空，遠絕河山而爭人國都，趙應其內，諸侯攻其外，破秦軍必矣。」王自命不行，乃使應侯范雎請之。武安君終辭疾，不肯行；乃以王齕代王陵。
2. 趙孝成王使平原君求救於楚，平原君約其門下食客文武備具者二十人與之俱，得十九人，餘無可取者。毛遂自薦於平原君。至楚，毛遂劫楚考烈王而盟於是楚王使春申君將兵救趙，魏安釐王亦使將軍晉鄙將兵十萬救趙。秦王使謂魏王曰：「吾攻趙，旦暮且下，諸侯敢救之者，吾已拔趙，必移兵先擊之！」魏王恐，遣人止晉鄙，留兵壁鄴，名為救趙，實挾兩端。
3. 魏王又使將軍新垣衍間入邯鄲，因平原君說趙王，欲共尊秦為帝，以卻其兵。齊人魯仲連在邯鄲聞之，往見新垣衍曰：「彼秦者，棄禮義而上首功之國也。彼即肆然而為帝於天下，則連有蹈東海而死耳，不願為之民也！且梁未睹秦稱帝之害故耳，吾將使秦王烹醢梁王！」新垣衍怏然不悅，曰：「先生惡能使秦王烹醢梁王？」魯仲連曰：「固也，吾將言之。昔者九侯、鄂侯、周文王，紂之三公也。九侯有子而好，獻之於紂，紂以為惡，醢九侯；鄂侯爭之強，辯之疾，故脯鄂侯；文王聞之，喟然而歎，故拘之牖里之庫百日，欲令之死。今秦，萬乘之國也；梁，亦萬乘之國也。俱據萬乘之國，各有稱王之名，奈何睹其一戰而勝，欲從而帝之，卒就脯醢之地乎！且秦無已而帝，則將行其天子之禮以號令於天下，則且變易諸侯之大臣，彼將奪其所不肖而與其所賢，奪其所憎而與其所愛，彼又將使其子女讒妾為諸侯妃姬，處梁之宮，梁王安得晏然而已乎！而將軍又何以得故寵乎！」新垣衍起，再拜曰：「吾乃今知先生天下之士也！吾請出，不敢復言帝秦矣！」
4. 燕武成王薨，太子燕孝王立。
5. 魏信陵君以朱亥矯王命而殺晉鄙，竊兵符而就趙。
6. 王齕久圍邯鄲不拔，諸侯來救，戰數不利。武安君聞之曰：「王不聽吾計，今何如矣？」秦王聞之，怒，強起武安君。武安君稱病篤，不肯起。

## 逝世
- 晉鄙